# Sprawy inspektora Lynleya
Sprawy inspektora Lynleya (ang. The Inspector Lynley Mysteries, 2001–2008) – brytyjski serial kryminalny nadawany przez stację BBC od 12 marca 2001 roku do 1 czerwca 2008 roku. W Polsce emitowany na kanale BBC Entertainment. Serial opiera się na serii powieści napisanych przez Elizabeth George.

## Opis fabuły
Arystokrata Thomas Lynley (Nathaniel Parker) zajmuje się rozwiązywaniem zagadek kryminalnych. W pracy pomaga mu Barbara Havers (Sharon Small). Oprócz skomplikowanych spraw zawodowych detektywi każdego dnia muszą sobie także radzić z problemami osobistymi.

## Obsada
- Nathaniel Parker jako Inspektor Thomas Lynley
- Sharon Small jako Detektyw Barbara Havers
- Lesley Vickerage jako Helen Lynley/Helen Clyde
- Paul Hickey jako Stuary Lafferty
- Shaun Parkes jako Detektyw Winston Nkata
- Catherine Russell jako Helen Lynley